# Brisbane (Californie)
Pour les articles homonymes, voir Brisbane (homonymie).
Ne doit pas être confondu avec Brisbane (Queensland).
Brisbane (prononcé : [ˈbɹɪzbeɪn]) est une municipalité du comté de San Mateo, en Californie, aux États-Unis. Sa population était de 4 851 habitants au recensement de 2020.

## Géographie
Selon le Bureau du recensement des États-Unis la ville a une superficie de 53,2 km2, 8,6 km2 de terre, 44,6 km2 d'eau, soit 83,83 % du total.

## Démographie
| 1970  | 1980  | 1990  | 2000  | 2010  | 2020  |
| ----- | ----- | ----- | ----- | ----- | ----- |
| 3 003 | 2 969 | 2 952 | 3 597 | 4 282 | 4 851 |